# Marainville-sur-Madon
 Marainville-sur-Madon  es una población y comuna francesa, en la región de Lorena, departamento de Vosgos, en el distrito de Épinal y cantón de Charmes.

## Demografía
| 90 | 96 | 81 | 68 | 76 | 85 |
| Para los censos de 1962 a 1999 la población legal corresponde a la población sin duplicidades (Fuente: INSEE [Consultar]) |    |    |    |    |    |

## Geografía
Marainville es la última comuna vosgona atravesada por el Madon antes que este penetrara en Meurthe y Mosela. Se sitúa en la región Lorena, en Francia.

## Personalidades
El padre de Frédéric Chopin, Nicolás, nació en Marainville.